# Herwig Gössl
Herwig Gössl (nacido en 1967) es un clérigo alemán de la Iglesia católica que se desempeña como arzobispo de Bamberg desde 2023. Originario de Múnich, ocupó varios cargos en la misma archidiócesis, incluido el de vicerrector de su seminario, antes de convertirse en obispo auxiliar en 2014. Después de la dimisión como arzobispo de Ludwig Schick en 2022, Gössl inicialmente dirigió la archidiócesis como administrador diocesano.

## Primeros años y educación
Herwig Gössl nació en 1967 en Múnich. Creció en Núremberg y asistió al Melanchthon-Gymnasium de la ciudad. En 1986, después de recibir su Abitur, se matriculó en el Priesterseminar Bamberg y fue ordenado sacerdote en 1993 por Elmar Maria Kredel, entonces arzobispo de Bamberg.

## Carrera eclesiástica
El primer nombramiento de Gössl fue como capellán en la iglesia de Santa Eduvigis en Bayreuth. En 1997 se convirtió en párroco de Hannberg y Weisendorf, dos comunidades del Decanato de Erlangen. En 2007, Ludwig Schick, arzobispo de Bamberg, nombró a Gössl vicerrector del seminario de Bamberg, al que había asistido como estudiante. Un año después, fue designado para el mismo puesto en el Priesterseminar Würzburg por Friedhelm Hofmann, el obispo de Wurzburgo. En este cargo coordinó las actividades educativas de las diócesis de Bamberg y Wurzburgo.
En 2014, Gössl fue nombrado obispo auxiliar de la Archidiócesis de Bamberg. Según Christoph Renzikowski de Katholische Nachrichten-Agentur, agencia de noticias católica, la noticia del nombramiento le causó «gran conmoción» (en alemán: großen Schreck). Cuando Ludwig Schick renunció al cargo de arzobispo en noviembre de 2022, Gössl fue elegido administrador diocesano y dirigió la archidiócesis de Bamberg durante la vacante resultante. El 9 de diciembre de 2023, el papa Francisco nombró a Gössl nuevo arzobispo de Bamberg.

## Posiciones teológicas
Durante el Camino Sinodal, una serie de conferencias en las que participaron laicos y clérigos que discutían caminos hacia la reforma de la Iglesia católica en Alemania, Gössl formó parte de la comisión que trabajaba sobre la ética de la sexualidad de la Iglesia. En este contexto, sugirió que, aunque la teología católica de la sexualidad había ido demasiado lejos en el pasado, era «equivocado» (en alemán: falsch) considerar responsable las enseñanzas de la iglesia sobre la sexualidad como responsables de los incidentes de abuso sexual de niños bajo su tutela. Junto con una minoría de obispos, entre ellos Stefan Oster, obispo de Passau, Gössl rechazó un documento fundamental preparado por la comisión debido a desacuerdos con la redacción, incluida la «tendencia a abolir la bipolaridad de género» (en alemán: die Tendenz, die Bipolarität der Geschlechter aufzuheben). Sin embargo, más tarde recibió con buenos ojos la declaración Fiducia supplicans, que permitía al clero católico bendecir a las parejas homosexuales, y criticó la decisión del Vaticano de seguir etiquetando la homosexualidad como un «pecado grave».